# جزيرة سومرست
جزيرة سومرست هي إحدى الجزر الرئيسة المكونة لبرمودا، وتقع في أقصى الغرب، ومساحتها 2.84 كم مربع، وهي أكبر الجزر الممتدة على طول الساحل الشمالي الغربي للناصفة العظيمة
تُشكّل جزيرة سومرست حوالي نصف أبرشية سانديز. تقع قرية سومرست في الجزء الشمالي من الجزيرة، وتتصل بجزيرة بواز في الشمال الشرقي وبر برمودا في الجنوب عبر جسور (ومنها جسر سومرست التاريخي).